# Grand Prix van Albi 1947
De Grand Prix van Albi 1947 was een autorace die werd gehouden op 13 juli 1947 op het Circuit d’Albi in Albi.
De race werd overschaduwd door een ongeval waarbij een achterwiel loskwam van de auto van Jean Achard en een vrouwelijke toeschouwer dodelijk raakte.

## Uitslag
| Positie | No. | Rijder                            | Team          | Ronden | Tijd/Opgave    |
| ------- | --- | --------------------------------- | ------------- | ------ | -------------- |
| 1       | 26  | Louis Rosier                      | Talbot-Lago   | 40     | 2:29:48.7      |
| 2       | 12  | Raymond Sommer                    | Simca-Gordini | 40     | +2:02.2        |
| 3       | 48  | Eugène Chaboud                    | Delahaye      | 39     | Ongeluk        |
| 4       | 46  | Charles Pozzi                     | Delahaye      | 39     | +1 ronde       |
| 5       | 44  | Roger Loyer                       | Cisitalia     | 38     | +2 ronden      |
| 6       | 40  | Eugenio Minetti                   | Cisitalia     | 36     | +4 ronden      |
| 7       | 34  | Maurice Trintignant               | Simca-Gordini | 35     | +5 ronden      |
| 8       | 28  | Pierre Veyron Charles de Cortanze | Amilcar       | 35     | +5 ronden      |
| 9       | 62  | René Bonnet                       | DB            | 35     | +5 ronden      |
| DNF     | 2   | Pierre Levegh                     | Maserati      | 33     | Ventiel        |
| DNF     | 42  | Dorino Serafini                   | Cisitalia     | 32     | Transmissie    |
| DNF     | 60  | Marius Porta                      | Cisitalia     | 31     | ?              |
| DNF     | 52  | Robert                            | Cisitalia     | 28     | ?              |
| DNF     | 24  | Edmond Mouche                     | Talbot-Lago   | 25     | Motor          |
| DNF     | 4   | "Raph"                            | Maserati      | 24     | Motor          |
| DNF     | 20  | Jean Achard                       | Delahaye      | 21     | Ongeluk        |
| DNF     | 8   | Luigi Villoresi                   | Maserati      | 21     | Benzine        |
| DNF     | 18  | Leslie Brooke                     | ERA           | 18     | Motor          |
| DNF     | 6   | Ian Connell                       | Maserati      | 10     | Gespind        |
| DNF     | 14  | Henri Louveau                     | Maserati      | 8      | Motor          |
| DNF     | 30  | Jean-Pierre Wimille               | Simca-Gordini | 7      | Motor          |
| DNF     | 36  | Igor Troubetskoy                  | Simca-Gordini | 6      | Gespind        |
| DNF     | 16  | Fred Ashmore                      | ERA           | 2      | Oververhitting |
| DNF     | 54  | Harry Schell                      | Cisitalia     | 1      | Zuiger         |
| DNF     | 22  | Reg Parnell                       | Maserati      | 1      | Zuiger         |
| DNS     | 60  | Robert Manzon                     | Simca-Gordini | 0      | Reserverijder  |
| DNS     | 24  | José Scaron                       | Talbot-Lago   | 0      | Reserverijder  |
| DNS     | 32  | Amédée Gordini                    | Simca-Gordini | 0      | Reserverijder  |
| DNS     | 12  | Raymond Sommer                    | Cisitalia     | 0      | ?              |
| DNS     | 62  | Max Fourny                        | Simca-Gordini | 0      | Reserverijder  |

Rijders waarvan de positie is aangegeven met DNF hebben niet de finish bereikt. Van met ? aangeduide velden zijn geen gegevens voorhanden.